# Бжозувский повет
Бжозувский повет (пол. Powiat brzozowski) — повет (район) в Польше, входит как административная единица в Подкарпатское воеводство. Центр повета — город Бжозув. Занимает площадь 540,39 км². Население — 66 116 человек (на 30 июня 2015 года).

## Административное деление
- города: Бжозув
- городско-сельские гмины: Гмина Бжозув
- сельские гмины: Гмина Домарадз, Гмина Дыдня, Гмина Хачув, Гмина Ясеница-Росельна, Гмина Нозджец

## Демография
Население повета дано на 30 июня 2015 год.
| Перепись            | Всего  | Мужчины | Женщины |
| ------------------- | ------ | ------- | ------- |
| Всего               | 66 116 | 32 748  | 33 368  |
| Городское население | 7554   | 3653    | 3901    |
| Сельское население  | 58 262 | 29 095  | 29 467  |